# 덮개앞구역
신경해부학에서 덮개앞구역(pretectal area 또는 pretectum)은 7개의 핵으로 구성된 중간뇌 구조이며 피질하 시각 시스템의 일부를 구성한다. 망막의 상호 양측 투영을 통해 주로 동공빛반사(pupillary light reflex), 눈운동반사(optokinetic reflex), 일주기 리듬의 일시적인 변화와 같은 주변광의 급격한 변화에 대한 행동 반응을 중재하는 데 관여한다. 시각 시스템에서 덮개앞구역의 역할 외에도, 앞덮개앞핵(anterior pretectal nucleus)은 체성감각 및 통각 정보를 중재하는 것으로 밝혀졌다.

## 기능

### 동공빛반사
동공빛반사 (pupillary light reflex, 동공대광반사)

### 부드런따라보기
부드런따라보기 (smooth pursuit, 원활추종운동)
눈운동반사 (optokinetic reflex, 시운동반사, 안구운동반사)

### 조절반사
조절반사 (accommodation reflex)

### 통각억제
통각억제 (antinociception, 항통각)

## 같이 보기
- 눈돌림신경
- 메센세팔론
- 인간 뇌의 영역 목록
- 에딩거-베스트팔 핵 (Edinger-Westphal nucleus)
- 중간뇌#덮개 (tectum)
- 뒤판 (tegmentum)
- 시각로(optic tract)